# Fletcher Pratt
Fletcher Pratt (ur. 25 kwietnia 1897, zm. 10 czerwca 1956) – amerykański historyk i pisarz, twórca głównie fantasy i science fiction.

Używał wielu pseudonimów m.in. George W. Fletcher i Irwin Lester.

## Życiorys
Napisał wspólnie z L. Sprague de Camp cykl o Haroldzie Shea (m.in. Uczeń czarnoksiężnika). Zasłynął stworzeniem zasad przeznaczonych do rozstrzygania konfliktów morskich, które miało duże znaczenie w rozwoju gier strategicznych.